# Alica Wertheimer-Baletić
Alica Wertheimer-Baletić, hrvaška ekonomistka, pedagoginja in akademik, * 10. december 1937, Vukovar.
Od leta 1966 je bila profesorica na Ekonomski fakulteti v Zagrebu.
Od leta 1986 je članica Hrvaške akademije znanosti in umetnosti in od leta 2004 podpredsednica Akademije; tega leta je postala tudi članica Académie Européene des Sciences, des Arts et des Lettres (Pariz).